# Social Franchising
Beim Social Franchising werden die Techniken des kommerziellen Franchisings auf Projekte im Non-profit-Bereich zur Erreichung von Gemeinwohlzwecken angepasst.

## Definition
Die arbeitsteilige Kooperation wird in einem Vertrag eines Franchisegebers mit mehreren Franchisenehmern definiert. Dieses Geschäftskonzept beruht auf einem in der Praxis erfolgreich erprobten „Prototypen“, der von den Franchisenehmern dezentral und unter begrenzter Anpassung an lokale Besonderheiten umgesetzt wird.
Des Weiteren werden grundsätzlich drei verschiedene Formen differenziert.
- ein kommerziell organisiertes Franchising

der Schwerpunkt liegt nicht bei dem Gewinn einzelner Personen, sondern bei dem sozialen Nutzen und dem gesellschaftlichen Fortschritt.
- ein subventioniertes System

durch Subventionen können Dienstleistungen, gegenüber dem gewinnorientierten Unternehmer, kostengünstiger angeboten werden.
Non-profit-Replizierungsverfahren.
Es unterscheidet sich am meisten von der kommerziellen Version, da nur das Wesen vom Franchising, nicht jedoch die Gewinnorientierung aufweist. Es lässt sich weiterhin in zwei Arten aufteilen:
Netzwerk-Franchising
Repliziert komplette Lösungsansätze. Es werden Teilprodukte bzw. -dienstleistungen zu einem Ganzen verknüpft. Die Mitglieder des Netzwerkes, die Franchisenehmer, erarbeiten Teilleistungen, die von einer Zentrale zu einer Gesamtleistung koordiniert werden. Hierbei spielt nicht das Franchising von Produkten und einzelnen Dienstleistungen eine Rolle, sondern die Koordination von Konzepten und Know-how. Die Komplexität von Non-profit-Projekten kann daher besser aufgegriffen werden.
Master-Franchising
Das Master-Franchising eignet sich sowohl für den kommerziellen, wie auch den Non-profit-Bereich. Hierbei wird das Franchise-System durch eine weitere Ebene ergänzt. Der Franchisenehmer übernimmt das Vertriebsrecht für ein Franchise-Konzept für ein ausgewähltes Gebiet. Der wesentliche Unterschied ist hierbei, dass dieser versucht, weitere Franchisenehmer zu akquirieren, um im Endeffekt auf eigene Verantwortung ein funktionierendes Franchise-System aufzubauen.
Für den Nonprofit-Bereich bedeutet dies: Internationale Projekte und soziale Einrichtungen profitieren von dieser Form des Franchisings, da sie großflächig verbreitet werden können.

## Unterschied zum kommerziellen Franchising
Die Unterschiede der sozialen Organisationen in Finanzierung, Unternehmensziel etc. verlangen nach einer Anpassung des Franchisesystems. Folgende ‚Grundbausteine’ sind in dem gewinnorientiertem, wie auch im Social Franchising vorhanden:
- ein erfolgreicher Prototyp und die Expansion
- ein Handbuch
- ein Markenname
- ein Vertrag
- standardisierte Schulungen
- systematische Beurteilungsmethoden

Dennoch gibt es Unterschiede zwischen kommerziellem und sozialem Franchising:
- Unterschiedliche Zielsetzung
- Non-Profit-Organisationen streben weniger nach der Gewinnmaximierung, sondern nach dem sozialen Nutzen. Die Folge ist, dass Franchise-Geber mit mehr Sensibilität ihre Agenten aussuchen.
- Unterschiedliche Zielgruppen

Der dritte Sektor beinhaltet Dienstleistungen, die von bestimmten ‚Kunden’ beansprucht werden. Zum einen heißt das, dass eine höhere Bindung zu erwarten ist, und zum anderen, dass die Organisation keine direkte Bezahlung nach Verrichtung der Leistung erwarten kann. Dies bedeutet wiederum, dass die Herangehensweise an den Leistungsempfänger eine andere ist.
- Zusätzlicher Akteur

Begünstigte einer Leistung bezahlen in der Regel nicht selbst. Eine finanzielle Abhängigkeit an einem Dritten ist die Folge. Für Existenzgründer bedeutet dies ein Nachteil, da er eventuelle Kontroversen mit den Förderern und den Zielen des Unternehmens koordinieren muss.
- Keine Übertragung des Investitionsrisikos

Im Gegensatz zum kommerziellen Franchising ist im Social Franchising in der Regel keine oder nur eine eingeschränkte Übertragung des Investitionsrisikos vom Franchisegeber an den Agenten gegeben. Das hat seine Vor- und Nachteile. Denn das Risiko, dass der Franchisenehmer mit dem Einsatz seines eigenen Kapitals beim herkömmlichen System hat, erhöht seine Motivation. Der Bundesverband Deutscher Stiftungen argumentiert, „dass beim Social Franchising ein wichtiger Impuls fehlt“. Auf der anderen Seite ist dem Franchisenehmer aber auch der Druck abgenommen und der Bundesverband stellt die Motivation der Maximierung des sozialen Nutzen dem vorangegangenen Argument entgegen.
- Franchisegebühren

Eine Zahlung von einer Gebühr ist einem Franchisenehmer beim Social Franchising nicht immer möglich, da keine hohen Erträge zu erwarten sind. Der Franchisegeber muss sich daher mit einem geringen Betrag oder nicht-monetären Mitteln zufriedengeben. Diese können zum Beispiel sein: das Erhalten von wichtigen Daten oder Informationen zur Qualität. Auf diese Weise kann ein Projekt des Prinzipals weiterentwickelt werden.

## Chancen und Risiken
Chancen:
- schnellere und effizientere Replizierung von Non-Profit-Projekten
- kontinuierliche Weiterentwicklung des Systems durch systematische Entwicklung
- Know-how-Transfer und Weiterbildung
- vereinfachtes Qualitätsmanagement durch Standardisierung
- finanzielle Vorteile
- Vorteile durch Netzwerksynergien
- erleichterte Akquisition von ehrenamtlichen Mitarbeitern

Risiken:
- Gefahr einer Verwässerung der ursprünglich angestrebten Zielsetzung
- Gefahr eines Imageverlustes
- Schwierigkeiten der Kontrolle und Beurteilung
- Probleme der Standardisierung
- Wettbewerb um Spenden

## Beispiele
In Deutschland gehört Wellcome zu den bekanntesten Vertretern des Social Franchisings. Wellcome ist ein soziales und gemeinnütziges Projekt zur Unterstützung für ein Jahr von Familien nach der Geburt eines Kindes. Die Organisation bestand Ende 2013 aus 250 Teams in 15 Bundesländern. Diese Idee wurde durch mehrfach ausgezeichnet, wie z. B. mit dem  Social Entrepreneur 2007 der Schwab-Stiftung.
Weitere Social Franchise Systeme sind bei Joblinge, Youth-to-Youth, die START-Stiftung, Aflatoun, Dialog im Dunkeln, Knirpsenparadies, Hauptschul-Power, MUNTERwegs, Fairplay Franchising, ROCK YOUR LIFE!, CAP-Märkten, WirGarten und der Stiftung Bürgermut implementiert.

## Internetquellen
- Egold, N.W.: Kundenorientierung und Kundenzufriedenheit: Korrelate der persönlichen und organisationalen Kundenorientierung, Diss., Universität Frankfurt a. M., 2007, http://publikationen.ub.uni-frankfurt.de/volltexte/2007/4704/pdf/DISSERTATION_EGOLD.pdf, zuletzt aufgerufen am: 27. März 2014
- Evers, Adelbert: Soziale Unternehmen. Ein Vorschlag, die Zukunft öffentlicher sozialer Dienstleistungen anders zu denken., Beitrag zum 31. Kongress der Deutschen Gesellschaft für Soziologie in Leipzig „Entstaatlichung und Soziale Sicherheit“, Online-Publikation der Heinrich Böll Stiftung Bremen (http://www.boell-bremen.de/dateien/35340b9d7cf36d5bdd2a.doc), zuletzt aufgerufen am: 27. März 2014
- Was ist Social Franchise / Social Franchising? (Definition). In: franchiseportal.de. 10. Dezember 2013, archiviert vom Original (nicht mehr online verfügbar) am 10. Juni 2024; abgerufen am 20. Juli 2024 (404 beim Original, ggf. später nachprüfen!).
- Hoelscher, Philipp: Lizenz zum Helfen – Social Franchising als Erfolgsmodell für Stiftungen (Quelle nicht mehr verfügbar)
- MCM: MCM News April 2008, (Quelle nicht mehr verfügbar)
- Meuter, Julia: Social Franchising, http://www.berlin-institut.org/online-handbuchdemografie/entwicklungspolitik/social-franchising.html?type=98 ,2008, zuletzt aufgerufen am: 27. März 2014
- Tran, The Nguyen: Franchising als Vertriebskonzept für soziale Einrichtungen am Praxisbeispiel Wellcome (Quelle nicht mehr verfügbar)